# Mayo Hibi
Mayo Hibi (3. travnja 1996.) japanska je tenisačica.
U karijeri je do sada osvojila 3 ITF-ova turnira. Živi u Kaliforniji od 2. godine svoga života.

## ITF finala (3-0)
| Legenda          |
| ---------------- |
| $100,000 turniri |
| $75,000 turniri  |
| $50,000 turniri  |
| $25,000 turniri  |
| $15,000 turniri  |
| $10,000 turniri  |

| Završnice po podlogama |
| ---------------------- |
| Tvrda (3:0)            |
| Zemlja (0:0)           |
| Trava (0:0)            |
| Tepih (0:0)            |

| Ishod   | Br. | Datum              | Turnir                  | Podloga | Protivnica      | Rezultat |
| ------- | --- | ------------------ | ----------------------- | ------- | --------------- | -------- |
| Pobjeda | 1.  | 28. svibnja, 2012. | Hilton Head Island, SAD | Tvrda   | Jessica Moore   | 6:3, 6:1 |
| Pobjeda | 2.  | 3. lipnja, 2013.   | Las Cruces, SAD         | Tvrda   | Petra Rampre    | 6:3, 6:0 |
| Pobjeda | 3.  | 1. srpnja, 2013.   | Sacramento, SAD         | Tvrda   | Madison Brengle | 7:5, 6:0 |

## Vanjske poveznice
- Profil na stranici WTA Toura (engl.)